# وارمی والنوسکا (هوانوکو)
وارمی والنوسکا (به اسپانیایی: Warmi Wañusqa) یک کوه در پرو است که در Peru, Huánuco Region واقع شده‌است. وارمی والنوسکا ۴٬۴۰۰ متر بالاتر از سطح دریا واقع شده‌است.